# Place Jean-Jaurès (Tours)
La place Jean-Jaurès (traditionnellement appelée place du Palais par les habitants) est une voie de la commune française de Tours.

## Bâtiments remarquables et lieux de mémoire
- Hôtel de ville de Tours
- Palais de justice de Tours